# Liebherr-Werk Biberach
Die Liebherr-Werk Biberach GmbH ist ein Teil der Liebherr-Unternehmensgruppe und neben Liebherr-Components Biberach eines von zwei Liebherr-Werken im oberschwäbischen Biberach an der Riß.

## Geschichte
Im Jahre 1949 konstruierte und baute Hans Liebherr mit einem Team bestehend aus Ingenieuren, Schlossern, Schmieden und Technikern noch in Kirchdorf an der Iller den ersten fahrbaren Turmdrehkran TK 10 in einer Serie von fünf Stücken. Aufgrund steigender Nachfrage nach Kränen im Nachkriegsdeutschland wurde 1954 in Biberach eine spezielle Werkstätte für Turmdrehkrane gegründet. Werk-Biberach ist Spartenobergesellschaft für die weiteren Kranproduktionsstandorte in Österreich, Brasilien, Spanien, Indien und Russland.
Auf einer Gesamtfläche von 200.000 m², davon 78.000 m² überdachte Hallenfläche produzieren 1210 Beschäftigte maßgeschneiderte Kräne ausgehend vom Einfamilienhausbau bis zu allen bekannten Großbaustellen für Anlagen-, Kraftwerksbau, Sportstätten, religiöse Großbaustellen rund um die Erde. 
Im Jahr 2012 wurde die Fertigung von Komponenten und Systeme der Antriebstechnik in die eigenständige Liebherr-Components Biberach GmbH ausgelagert.

## Literatur

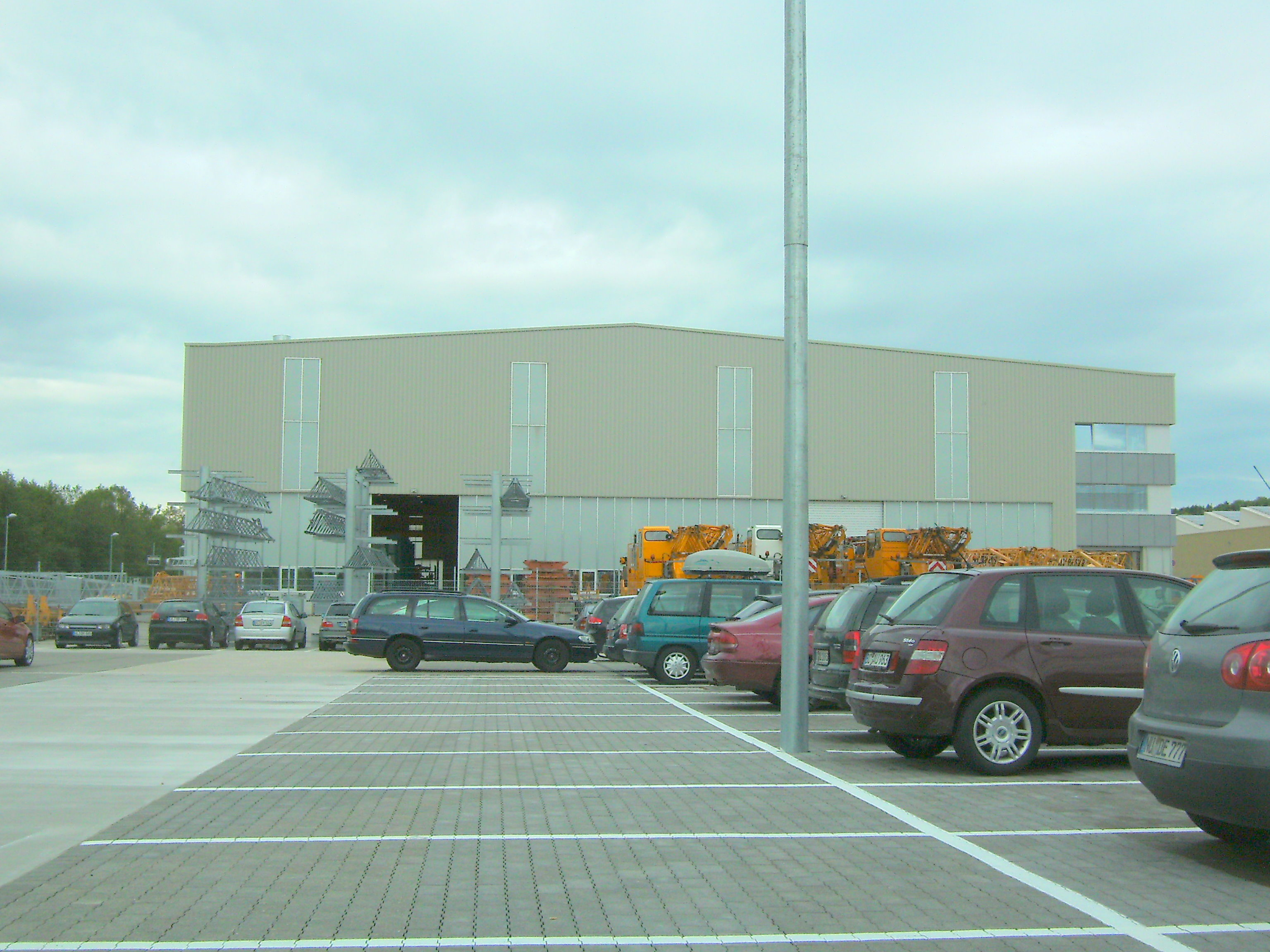
Liebherr-Werk Biberach 2008